# Brouillet
Brouillet é uma comuna francesa na região administrativa do Grande Leste, no departamento de Marne. Estende-se por uma área de 4.58 km², e possui 75 habitantes, segundo o censo de 2018, com uma densidade de 16 hab/km².